# Växelventil

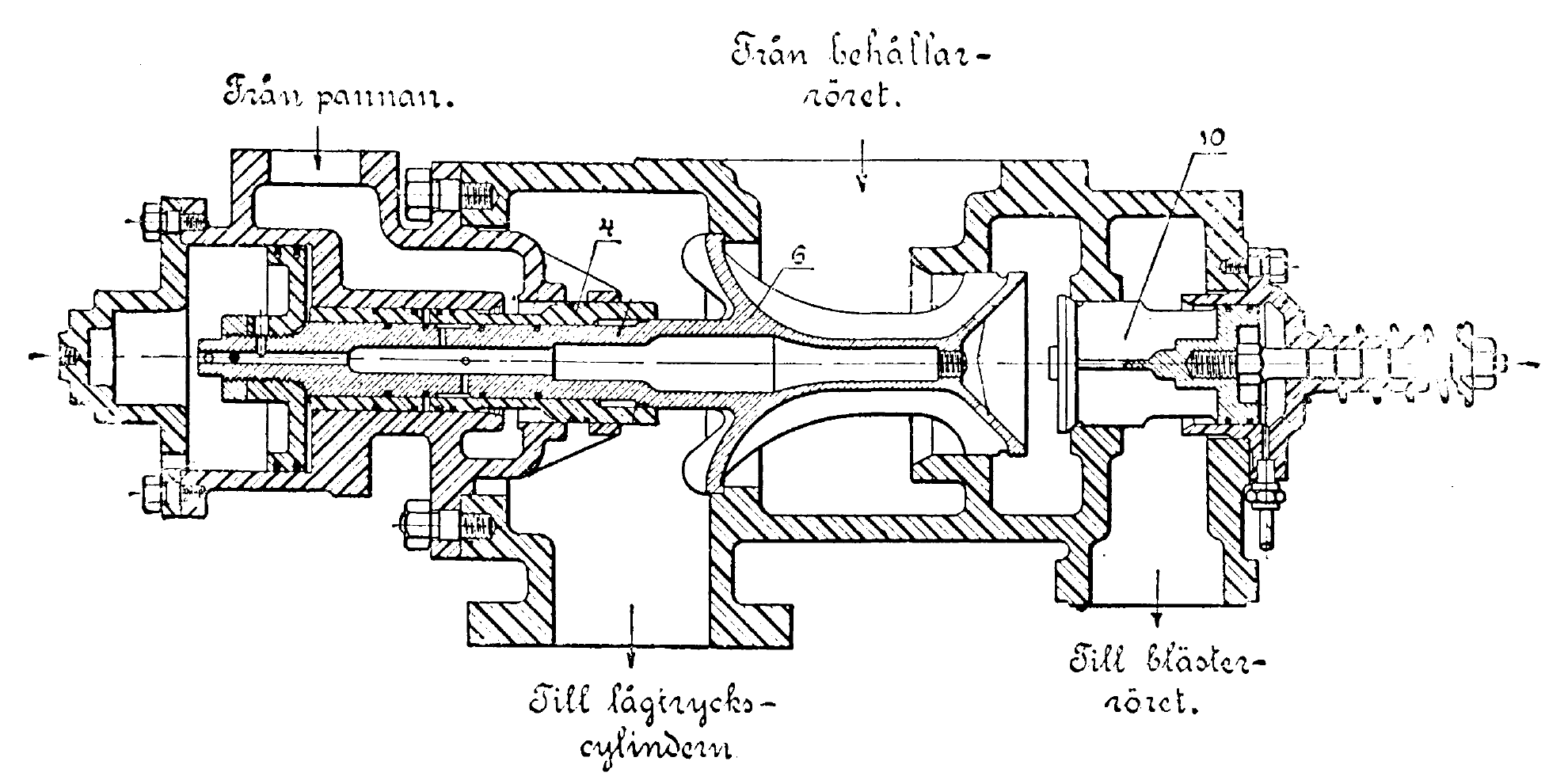
Mellins växelventil för kompoundlokomtiv

Växelventil är en ventil för omkoppling av ångmaskiner eller ångturbiner från serie- till parallelldrift.

## Användning

### Kompoundlokomotiv system Mellin
Hos tvåcylindriga kompoundlokomotiv måste i det fall högtrycksveven vid start står i dödläge anordning finnas så att lågtryckscylindern kan erhålla ånga direkt från pannan. Om samtidigt högtryckscylinderns avlopp kopplas direkt till blästerröret (atmosfären) ökas lokomotivets dragkraft väsentligt vilket är en stor fördel vid igångsättning, i synnerhet på den tid tågets hjullager utgjordes av glidlager vilket fordrar stor lossdragningskraft i startögonblicket. Hos kompoundlokomotiv av "Mellinska systemet" (i Sverige betecknar detta samtidigt tvåcylindriga kompoundlokomotiv) verkställs denna samtidiga omkoppling av hög- och lågtryckscylindrarna av en växelventil (se vidstående figur samt beskrivning av arbetssätt nedan).

### Örlogsfartyg med marschturbin för gång med reducerad fart
Snabbgående örlogsfartyg med stor maskineffekt förses ofta med ett mindre marsch-maskineri för transport med lägre fart men avsevärt större aktionsradie än vad fullfartsmaskineriet kan medge. Vid ångdrift kan marschmaskinen utgöras av en liten, driftsekonomisk ångturbin vars avloppsånga vid lågt tryck får fortsätta till och slutexpandera i den då med reducerad effekt arbetande fullfartsturbinen. Vid forcering kan marschturbinen kopplas bort eller kopplas om för att arbeta parallellt med fullfartsturbinen. I detta fall krävs för övergång till fullfart en växelventil för omkoppling av marschturbinens avlopp direkt till kondensorn och samtidig omkoppling av fullfartsturbinens inlopp för högtrycksånga direkt från pannorna.

## Arbetssätt
(med parenteser refererande till bildens benämningar)
Normalt erhåller endast högtryckscylindern ånga direkt från pannan medan dess avlopp utgöres av receivern (behållarröret) från vilket ångan via växelventilen för vidare arbete strömmar över till lågtryckscylindern vars avlopp i sin tur alltid står i förbindelse med avloppet i skorstenen (blästerröret).

### Automatisk funktion vid start
När ånga vid start släppes på (Från pannan) verkar ångtrycket på reduktionsventilen (4) och skjuter denna samt avstängningsventilen (6) åt höger så att avloppet från högtryckscylindern avstängs från lågtryckscylindern. I likhet med högtryckscylindern som alltid står förbunden men ångtilloppet får nu även lågtryckscylindern ånga via öppningen vid (4) ända tills trycket i lågtryckscylindern stigit så mycket att detta förmår trycka tillbaka reduktionsventilen (4) till det läge figuren visar. Reduktionsventilens area mot pannan respektive lågtryckscylinderinloppet är således bestämmande för vilket tryck lågtryckscylindern normalt kan erhålla via den med hänsyn till detta benämnda reduktionsventilen (4).
Innan maskinen kommit igång är trycket i receivern (behållarröret) ännu lägre än i lågtryckscylinderns inlopp och via avstängningsventilen (6), verkande som en backventil, hindras den till lågtryckscylindern påsläppta direktångan att verka motande i högtryckscylindern. Så fort maskinen kommit igång skjutes dock avstängningsventilen över åt vänster och öppnar då från receivern (behållarröret) till lågtryckscylindern. Maskinen arbetar därefter som en vanlig kompoundångmaskin med hög- och lågtryckscylindrarna via växelventilen kopplade i serie.

#### Dämpcylinder
Växelventilen är således i sin helhet tryckstyrd och automatiskt verkande (med undantag av möjligheten att via styrånga enligt nedan tvinga maskinen över i tvillingdrift). I och med att tryckvariationerna är betydande i den receiver (behållarröret) som normalt leder ångan från hög- till lågtryckscylindern krävs att den ganska stora ventilen (6) görs så lätt som möjligt och även dämpas med den normalt kondensvattenfyllda cylindern längst till vänster i figuren.

### Tvingad tvillingdrift för större dragkraft
Lokomotivföraren kan via en ventil i förarhytten släppa ånga via en i figuren inritad klen ledning till den hjälpcylinder till höger i bild med vilken växelventilen (10) kan tryckas upp. Receivern (behållarröret) ställs då i förbindelse med maskinens avlopp varvid trycket i receivern förhindras byggas upp. Avstängningsventilen (2) kommer då förbli i sitt högra läge och maskinen arbeta som tvillingmaskin med högtryckscylindern i direkt avlopp till skorstenen och med färskånga från pannan direkt till lågtryckscylindern via reduktionsventilen (4). 
Så fort ångan till hjälpcylindern stängs av stänger fjädern längst till höger i bild växelventilen (10) varvid maskinen övergår till arbete med cylindrarna i serie, dvs som kompoundmaskin.

### Ökning av dragkraften
Med Mellins Växelventil kan dragkraften hos ett kompoundlokomotiv ökas med 20 à 25 % upp till en fart av 10 á högst 15 km/h. De öppningar som reduktionsventilen (4) och växelventilen (10) lämnar för ångan är nämligen så små att tryckfallet vid högre fart blir avsevärt och avstängningsventilen (6) riskerar att (trots dämpcylindern längst till vänster i figuren) försättas i en oscillerande, mot sätet hamrande rörelse och därvid skadas och kanske fastna. Den stora ångmängden skulle därtill kunna komma pannan att jäsa (koka över) och via det onormalt kraftiga draget dessutom förstöra fyren så att ångbildningen inom kort blev otillräcklig.